# Tiranet de Hellmayr
El tiranet de Hellmayr (Mecocerculus hellmayri) és un ocell de la família dels tirànids (Tyrannidae).

## Hàbitat i distribució
Habita els boscos dels Andes del sud-est del Perú, centre i sud-est de Bolívia i l'extrem nord-oest de l'Argentina.